# Trite
Trite  (лат.) — род пауков-скакунов из подсемейства Salticinae.

## Описание
Встречаются в Австралии и Океании: в Новой Зеландии и на некоторых других островах. У самцов некоторых видов описаны ритуальные бои.

## Систематика
Около 20 видов. Включён в состав трибы Viciriini из клады Astioida подсемейства Salticinae (клада Salticoida: клада Astioida: триба Viciriini).
- Trite albopilosa (Keyserling, 1883) — Новый Южный Уэльс, Виктория, Австралия
- Trite auricoma (Urquhart, 1886) — Новая Зеландия
- Trite concinna Rainbow, 1920 — Лорд-Хау, Норфолк
- Trite gracilipalpis Berland, 1929 — Луайоте
- Trite herbigrada (Urquhart, 1889) — Новая Зеландия
- Trite ignipilosa Berland, 1924 — Новая Каледония
- Trite lineata Simon, 1885 — Новая Каледония
- Trite longipalpis Marples, 1955 — Самоа, Тонга
- Trite longula (Thorell, 1881) — Квинсленд, Австралия
- Trite mustilina (Powell, 1873) — Новая Зеландия
- Trite ornata Rainbow, 1915 — Австралия
- Trite parvula (Bryant, 1935) — Новая Зеландия
- Trite pennata Simon, 1885 — Новая Каледония
- Trite planiceps Simon, 1899 — Новая Зеландия
- Trite ponapensis Berry, Beatty & Proszynski, 1997 — Каролинские острова
- Trite rapaensis Berland, 1942 — Rapa
- Trite urvillei (Dalmas, 1917) — Новая Зеландия
- Trite vulpecula (Thorell, 1881) — Квинсленд, Австралия